# دله آینوگبا
دله آینوگبا (انگلیسی: Dele Aiyenugba؛ زادهٔ ۲۰ نوامبر ۱۹۸۳) یک بازیکن فوتبال اهل نیجریه است.
وی همچنین در تیم‌های ملی فوتبال نیجریه نیجر بازی کرده‌است.